# 2 Regionalna Baza Logistyczna
2 Regionalna Baza Logistyczna im. gen. Emila Augusta Fieldorfa ps. „Nil” (2 RBLog) – logistyczna jednostka wojskowa Sił Zbrojnych Rzeczypospolitej Polskiej, podporządkowana Inspektoratowi Wsparcia Sił Zbrojnych, została sformowana na podstawie Rozkazu nr Pf-83/Org. z dnia 5 sierpnia 2010 r. Szefa Inspektoratu Wsparcia Sił Zbrojnych.

## Historia
Formowanie jednostki wojskowej rozpoczęto 1 września 2010, a ukończono 1 stycznia 2011, kiedy rozpoczęła wykonywanie zadań.
JW 4226 sformowano na bazie 9 Rejonowej Bazy Materiałowej w Warszawie-Rembertowie i rozpoczęto podporządkowanie jej wielu jednostek logistycznych Pomorskiego Okręgu Wojskowego m.in.:
- 3 Okręgowe Warsztaty Techniczne;
- 5 kompanię regulacji ruchu;
- Wojskową Komendę Transportu Warszawa.
- 1 Batalion Remontowy i 1 Batalion Zaopatrzenia z 1 Warszawskiej Dywizji Zmechanizowanej;
- 16 Batalion Remontowy i 16 Batalion Zaopatrzenia z 16 Pomorskiej Dywizji Zmechanizowanej;
- składy z 11 Rejonowej Bazy Materiałowej: Skład Olsztyn, Skład Marcinkowo, Skład Elbląg, Skład Osowiec, Skład Szeroki Bór[1].

Decyzją Nr 170/MON Ministra Obrony Narodowej z dnia 1 czerwca 2012 roku wprowadzono wzór odznaki pamiątkowej bazy.
Decyzją Nr 272/MON Ministra Obrony Narodowej z dnia 11 września 2012 roku wprowadzono oznakę rozpoznawczą jednostki w wersji na mundur wyjściowy i mundur polowy.
Decyzją Nr 51/MON Ministra Obrony Narodowej z dnia 8 maja 2018 Regionalna Baza Logistyczna otrzymała imię gen. Emila Augusta Fieldorfa, ps. „Nil”. Tą samą decyzją święto jednostki zostało ustanowione na dzień 21 maja.

Insygnia
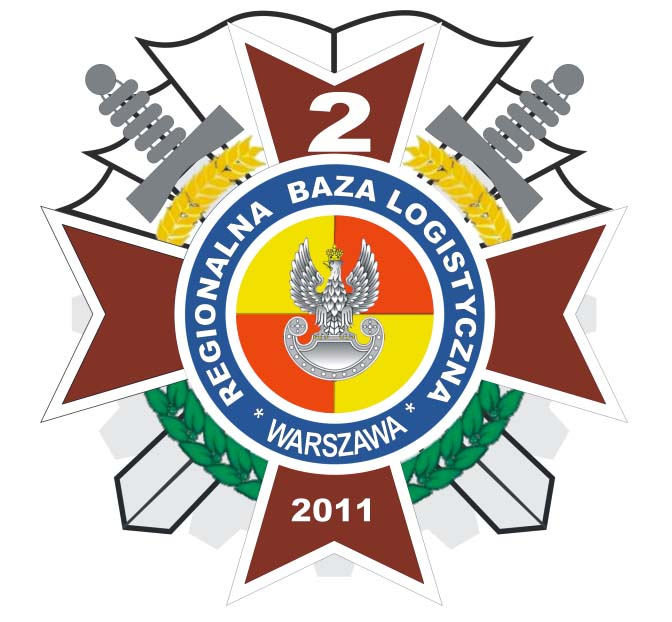
Logo 2 RBLog (wzór 2011)
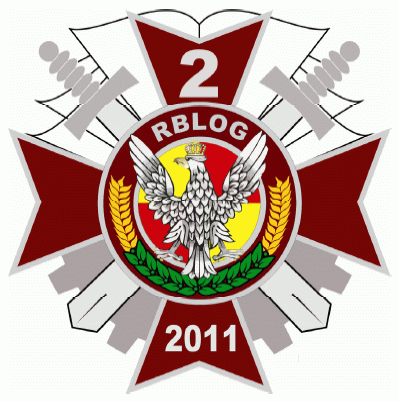
Odznaka pamiątkowa (wzór 2012)
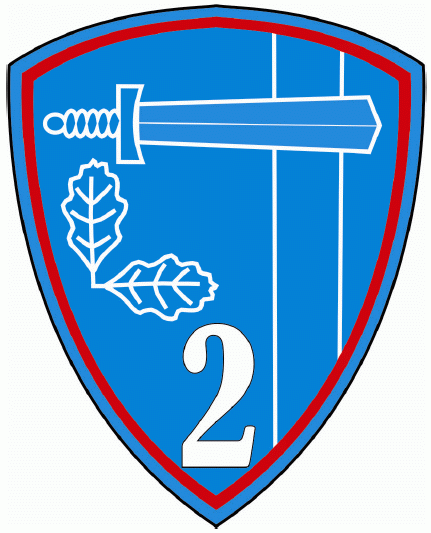
Oznaka rozpoznawcza na mundur wyjściowy
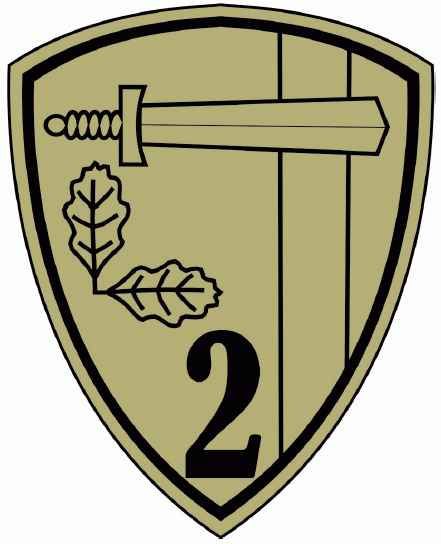
Oznaka rozpoznawcza na mundur polowy

## Zadania[5]
2 Regionalna Baza Logistyczna jest stacjonarną jednostką logistyczną podległą Szefowi Inspektoratu Wsparcia Sił Zbrojnych. W systemie zabezpieczenia logistycznego wojsk jest organem wykonawczym Szefa IWsp SZ, przewidzianym do:
- planowania gromadzenia, przechowywania, dystrybucji środków zaopatrzenia przeznaczonych na zaopatrzenie wojskowych oddziałów gospodarczych stacjonujących w rejonie odpowiedzialności Bazy
- planowania i realizacji działalności remontowej sprzętu
- koordynowania ruchu wojsk we wskazanym rejonie odpowiedzialności
- realizacji zadań w ramach obowiązków państwa gospodarza

Rejon odpowiedzialności 2 RBLog obejmuje województwa: mazowieckie, warmińsko-mazurskie, podlaskie oraz częściowo województwo lubelskie.

## Jednostki podległe
Jednostki i instytucje bezpośrednio podporządkowane:
- Komenda 2 Regionalnej Bazy Logistycznej (Warszawa Rembertów) (Dokładna Struktura Komendy znajduje się w Jednostkach Podległych 3 Regionalnej Bazy Logistycznej)

- 21 Wojskowy Oddział Gospodarczy - Elbląg
- 22 Wojskowy Oddział Gospodarczy - Olsztyn
- 24 Wojskowy Oddział Gospodarczy - Giżycko
- 25 Wojskowy Oddział Gospodarczy - Białystok
- 26 Wojskowy Oddział Gospodarczy - Zegrze
- 28 Wojskowy Oddział Gospodarczy - Siedlce
- Wojskowa Komenda Transportu - Warszawa
- Wojskowa Komenda Transportu - Olsztyn
- 5 kompania regulacji ruchu - Olsztyn

Składy i Warsztaty:
- Skład Warszawa
- Skład Komorowo
- Skład Zegrze
- Skład Puszcza Mariańska
- Skład Bezwola
- Skład Hajnówka
- Skład Olsztyn
- Skład Elbląg
- Skład Szeroki Bór
- Skład Osowiec
- Warsztaty Techniczne - Pilawa
- Rejonowe Warsztaty Techniczne - Nowy Dwór Mazowiecki

## Komendanci
- płk Marek Kalwasiński (1 września 2010 – 30 września 2014)
- płk Dariusz Nagrabski (cz.p.o. 1 października 2014 – 2 marca 2015)
- płk dypl. Krzysztof Piekarski (2 marca 2015 – 14 maja 2016)[7]
- płk Dariusz Nagrabski (cz.p.o. 15 maja 2016 – 24 października 2016)
- ppłk Janusz Kryszpin (cz. p.o. 24 października 2016 – 10 kwietnia 2017)[8]
- płk Dariusz Stróżewski (od 10 kwietnia 2017 - 29 czerwca 2018)[9]
- płk Andrzej Mocny (cz.p.o. 29 czerwca 2018 - 19 lipca 2018)[10]
- płk Piotr Calak (od 19 lipca 2018 - 4 maja 2021)[11]
- płk Mieczysław Spychalski (od 4 maja 2021 - 7 lutego 2024)[12]
- płk Marek Błachowiak (cz.p.o. 7 lutego 2024 - 1 lipca 2024)[13]
- płk Artur Stopka (od 1 lipca 2024)[14]